# Cho Seung-youn
Cho Seung-youn (hangul: 조승연; hanja: 曹承衍; rr: Jo Seung-yeon; nascido em 5 de agosto de 1996) também conhecido como Woodz (hangul: 우즈; estilizado como WOODZ; anteriormente como Luizy), é um cantor, compositor, rapper e produtor sul-coreano. Nascido em Seul, Cho passou a sua adolescência em São Paulo, Brasil, com aspirações iniciais de uma carreira profissional no futebol de associação, atuando como atacante na academia de jovens do Campeonato Brasileiro Série A do Sport Club Corinthians Paulista. Ele retornou à Coreia do Sul em busca de uma carreira musical no final de sua adolescência, inicialmente assinando contrato com a YG Entertainment como trainee antes de ser transferido para a Yuehua Entertainment. Cho começou sua carreira musical em outubro de 2014 como o rapper principal do grupo sino-coreano UNIQ, sendo agenciado pela Yuehua Entertainment. Em 2015 e 2016, co-fundou os coletivos musicais M.O.L.A e Drinkcolor. Em 2018, ele co-fundou sua equipe de produção pessoal TEAM HOW.
Após sua aparição na quinta temporada do programa de competições de rap Show Me the Money, Cho estreou como artista solo sob o nome artístico de Luizy em julho de 2016, com o lançamento do single colaborativo "Recipe". Posteriormente mudou seu nome artístico como solista para WOODZ em 2018, refletindo mudanças em sua direção musical. Seus lançamentos como WOODZ, mergulharam no R&B alternativo, e incluíram a transição do rap para os vocais. Além de seu trabalho solo, ele escreveu e produziu músicas para vários artistas de K-pop, C-pop e K-R&B, bem como para shows de sobrevivência The Unit e Idol Producer.
Cho participou do show de sobrevivência da Mnet Produce X 101 (2019), onde terminou em 5º lugar, fazendo parte do grupo projeto X1, junto com os outros vencedores do programa. Apesar de uma estreia bem-sucedida, a carreira do X1 foi interrompida pela investigação de manipulação de votos da Mnet e, após uma negociação malsucedida sobre o futuro do grupo entre as agências individuais dos membros, eles se separaram em 6 de janeiro de 2020. Ele retomou sua carreira solo como WOODZ, lançando seu primeiro EP, Equal, em 29 de junho de 2020 com a faixa-título "Love Me Harder".

## Vida e carreira

### 1996–2015: Primeiros anos e início de carreira com Uniq
Cho Seung-youn nasceu em 5 de agosto de 1996 na província de Gyeonggi, Coreia do Sul. Criado como filho único, seus pais trabalhavam como empresários: sua mãe era proprietária de um restaurante chinês em Cheongdam-dong, bem como uma agência de viagens em Sinsa-dong, ambos no distrito de Gangnam, em Seul; enquanto seu pai possuía um restaurante coreano nas Filipinas. Ele muitas vezes mudou-se ao redor da área de Seul enquanto criança devido às obrigações comerciais de sua família.
Inicialmente pretendendo seguir carreira profissional no futebol, Cho mudou-se para o Brasil quando estava no ensino fundamental onde morou por 2 anos, vivendo em São Paulo, residindo nos municípios de Santos, e posteriormente, em Penápolis. Durante sua adolescência no Brasil frequentou a escola de futebol do time de base do Corinthians; como é costume dos jogadores de futebol brasileiros, ele adotou um monônimo em português, Luizinho. Mais tarde, após deixar o Brasil seguiu para Manila, nas Filipinas, onde frequentou a Reedley International School por um ano, para aprender inglês.
No início de sua adolescência, Cho não gostava de música urbana como K-pop e basicamente só ouvia balada coreana. No entanto, enquanto estudava no exterior, ele passou a assistir episódios do programa musical sul-coreano Music Bank para lidar com a saudade de seu país. Inspirado pelas performances do programa, Cho voltou para a Coreia do Sul para seguir uma carreira musical. Em entrevista ao portal de notícias coreano "Daum News" em 2016, Seung-youn explicou que seu sonho em se tornar um ídolo de K-pop colocou um ponto final em sua carreira como jogador de futebol. 
"Eu queria ter sucesso com o futebol e eu joguei duro, mas a nostalgia era inevitável. Eu ficava esperando ver transmissões de programas de K-pop. Demorou cerca de um dia para baixar uma parte da exibição devido às más condições da internet local, mas eu conseguia tolerar isso", disse ao "Daum News".
Ele frequentou a Hanlim Multi Art School para o Departamento de Dança Prática, mas começou um ano atrasado devido ao seu tempo no exterior. Cho fez o teste mais de 50 vezes para várias empresas de entretenimento, como SM Entertainment e JYP Entertainment, antes de ser aceito como trainee na YG Entertainment. Ele treinou na YG por 1 ano e meio, antes de se juntar à equipe de pré-estreia do UNIQ. O UNIQ foi treinado como uma colaboração multinacional gerenciada pela Yuehua Entertainment, que teve seus membros treinados cooperativamente pela empresa chinesa Yuehua e pela sul-coreana YG na preparação para sua estreia oficial nos dois países.

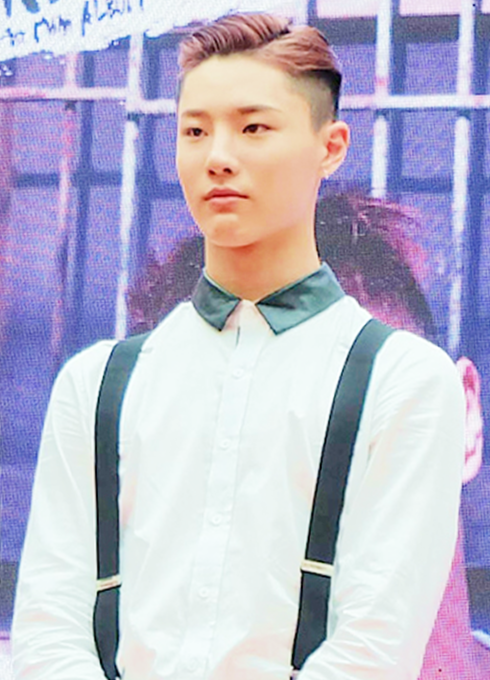
Cho durante um fansign em Xangai. (junho de 2015)

Cho estreou como membro do grupo sino-coreano UNIQ em outubro de 2014. A primeira apresentação televisiva do grupo ocorreu em 16 de outubro no M Countdown da Mnet apresentando pela primeira vez ao vivo seu single de estreia, "Falling in Love", gravado em mandarim e coreano, lançado na China e na Coreia do Sul quatro dias depois, em 20 de outubro. Como o rapper principal e vocalista do grupo, Cho esteve envolvido na direção musical do UNIQ desde sua estreia, escrevendo seus próprios versos de rap, assim como outras letras para seus lançamentos coreanos.
Quando as promoções coreanas do UNIQ como um grupo completo se tornaram menos frequentes a partir do segundo semestre de 2015 devido ao aumento das tensões políticas entre a China e a Coreia do Sul, outros membros do grupo começaram a se envolver em atividades como atuação; no entanto, Cho optou por não seguir essa rota de carreira, expressando o desejo de se concentrar no aspecto musical de sua carreira. Em 14 de agosto de 2015, a formação do coletivo musical M.O.L.A (Make Our Life Awesome) foi anunciada, lançando a música "My Way" no YouTube e SoundCloud dias depois, apresentando Cho como um de seus membros fundadores ao lado de Jamie Park e do produtor Nathan. Mais três membros - Kino, Vernon,e o guitarrista Hoho - juntaram-se mais tarde ao grupo.

### 2016–2018: Desenvolvimento de carreira solo e produção musical
Depois de se formar na Hanlim Multi Art School em 2016, ele foi admitido na Divisão de Entretenimento em Radiodifusão do Instituto Dong-ah de Mídia e Artes. Mais tarde, ele se transferiu para a Global Cyber University, registrando-se no Departamento de Entretenimento e Mídia.
Em maio de 2016, Cho se inscreveu para participar da quinta temporada do programa da Mnet Show Me the Money; ele já havia se candidatado para a quarta temporada do programa, mas não pôde participar devido a conflitos com as promoções do EP EOEO do UNIQ. Embora tenha sido eliminado nas primeiras rodadas do programa, ele chamou a atenção positiva da audiência e dos produtores com suas habilidades de rap, quebrando os estereótipos comuns mantidos contra os rappers ídolos. Cho chegou à terceira rodada do programa, mas foi incapaz de derrotar seu oponente Flowsik em uma batalha um-contra-um, no episódio 4.

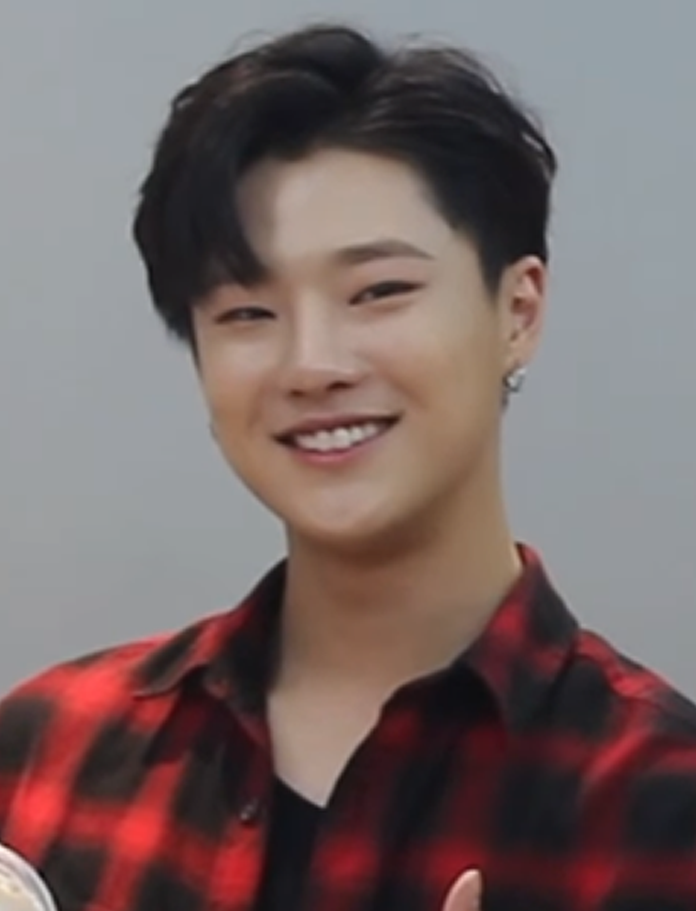
Cho no Centro Cultural Hallyu em São Paulo. (junho de 2016)

Fez uma participação no filme chinês MBA Partners, lançado em 29 de abril. Cho fez sua estreia solo sob o nome de Luizy em 29 de julho de 2016 com o lançamento do single "Recipe" em colaboração com Flowsik. Sobre a colaboração a Yuehua, declarou: "A colaboração está recebendo muita atenção porque as vozes e as personalidades dos rappers se complementam bem. Ambos, têm muito talento e poderão criar uma variedade de novas músicas que satisfarão os fãs." Cho co-escreveu a faixa com Flowsik, com quem fez amizade durante a apresentação do Show Me the Money. Em 14 de agosto, foi lançado seu segundo single solo, "Baby Ride",com a participação de Im Hyun-sik. Uniq lançou a versão em japonês de seu single de estreia, "Falling in Love", em dezembro de 2016. As versões japonesas de "Falling in Love" e "Listen to Me" foram incluídas no single.
Cho colaborou novamente com Hyun-sik para o single "Eating Alone" (혼밥), lançado em 19 de março de 2017 como parte do álbum Sing For You - Seventh Story Change. Foi relatado em 5 de abril de 2017 que Seung-youn havia apresentado seu pedido para se tornar um concorrente para a sexta temporada do Show Me the Money, marcando seu retorno ao programa depois de um ano, após sua eliminação na temporada anterior; mas não chegou a participar oficialmente da temporada. Seung-youn participou e escreveu o rap da canção "Dream" de Lee Gi-kwang  para o álbum ONE, lançado em setembro de 2017. Em novembro do mesmo ano, a editora de música e produção ICONIC SOUNDS anunciou que Cho foi um dos artistas convidados a participar de seu acampamento anual de composição e produção. Lá, ele conheceu a cantora e compositora Sophia Pae, com quem ele iria co-produzir a música "Always". "Always" seria apresentado no programa de sobrevivência The Unit: Idol Rebooting Project em janeiro de 2018, onde foi realizado pela unit Blossom e lançado como single digital como parte da quarta missão do programa. Esta foi a primeira vez que Cho começou a produzir uma faixa para outro artista; Ele também marcou um período de transição em que ele deixou de usar o nome Luizy, sendo creditado por seu nome legal para "Always".
Ele foi creditado pela primeira vez sob o nome WOODZ em fevereiro de 2018 com o lançamento do álbum RYU : 川, do cantor e produtor EDEN, para o qual ele co-produziu a faixa "93" e apareceu na faixa "Dance". Como WOODZ, Cho continuou a escrever e produzir músicas para outros artistas nos meses seguintes, começando com a música de avaliação de estreia "It's ok" para o show de sobrevivência Idol Producer em abril de 2018. No início de maio, a Yuehua Entertainment revelou que Cho iria promover oficialmente com o nome WOODZ durante suas atividades solo, e não apenas como um produtor. Seu primeiro lançamento como artista principal sob o nome WOODZ, o single digital intitulado "Pool", foi lançado em 12 de maio, seguido pelo single "DIFFERENT" lançado em 21 de julho. Ambas as canções foram co-produzidas por Cho com Cha Cha Malone. Ainda em julho, ele co-produziu o single "ZIGZAG" para o grupo MR-X; ele também co-produziria seu próximo single "I Don't Wanna Fight Tonight", lançado dois meses depois. Em agosto, o cantor e músico Jun Sung Ahn lançou seu primeiro single solo, "Hold It Down", que Cho escreveu e co-produziu. No mesmo mês, ele co-produziu a música "Evanesce Ⅱ" para o terceiro EP do Super Junior-D&E Bout You. Em 30 de agosto, lançou o single colaborativo "Drive", em parceria com EDEN e Babylon. No mês seguinte participou da canção "Pick Up The Phone" de Park Ji-min, para o extended play jiminxjamie. Em outubro, o cantor de R&B Babylon lançou o álbum Caelo, para o qual Cho co-escreveu e produziu as faixas "Sincerity" e "Drive". O single digital "meaningless" foi lançado em 3 de novembro de 2018.

### 2019–presente:Produce X 101, X1 e retorno solo
Em janeiro e 2019, ele co-produziu a faixa "This Night", incluída no single de mesmo nome do Groovy Room. No mês seguinte, o boy group ONF lançou a faixa "Ice & Fire" de seu terceiro EP, We Must Love, co-escrita e produzida por Cho. Em 20 de março de 2019, foi apresentado como participante do show de sobrevivência da Mnet Produce X 101, que começou a filmar duas semanas antes, em 4 de março. No entanto, ele continuou a ser creditado como letrista e produtor durante as filmagens de "Produce X 101", até o show começar a ser exibido em maio de 2019: no final de março, a cantora e compositora Suran lançou seu segundo EP, Jumpin', para o qual ele co-escreveu e produziu a faixa-título "Don't Hang Up"; em abril ele co-produziu "Blossom", uma música promocional interpretada por Ravi e Eunha para o projeto de colaboração da Pepsi e Starship Entertainment "For the Love of It".

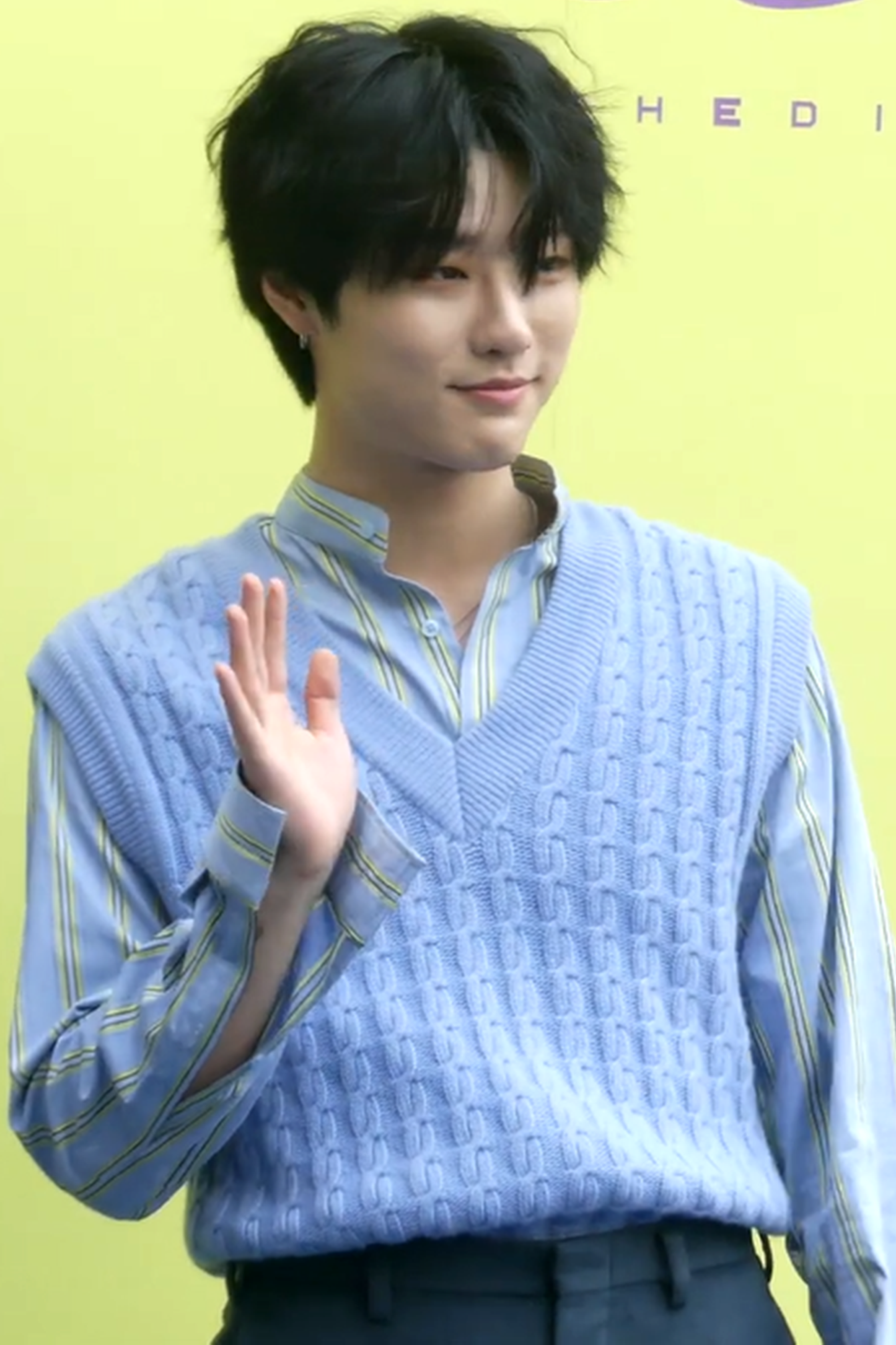
Cho durante a Seoul Fashion Week S/S 2020. (outubro de 2019)

O Produce X 101 foi ao ar de 3 de maio a 19 de julho de 2019. No segundo episódio da programa, Cho fez um teste como um dos três trainees representantes da Yuehua Entertainment com a música "Dream", escrita e produzida por eles mesmos. após o qual ele foi avaliado e colocado no grupo B. Apesar de inicialmente se classificar na posição 67 no primeiro ranking do programa, ele subiu para a 5ª posição no último episódio do programa, dois meses depois, recebendo um total de 929,311 votos, ganhando um lugar na formação final do grupo X1. Após o programa, os 11 participantes ganhadores assinaram um contrato com a Swing Entertainment, da gravadora Stone Music, a gravadora que gerenciou os vencedores do Produce 101 Season 2 Wanna One. O contrato do X1 terminaria 5 anos após a sua estreia, com um contrato exclusivo de 2,5 anos e outro contrato não exclusivo de 2,5 anos, o que significaria que os eventuais membros poderiam voltar a co-promover com as suas agências originais após o primeiro semestre. O reality show de estreia do grupo, X1 Flash, estreou em 22 de agosto de 2019 na Mnet. O grupo fez sua estreia oficial em 27 de agosto com o showcase X1 Premier Show-Con, realizado no Gocheok Sky Dome que teve todos os seus ingressos vendidos em poucos minutos. Além do lançamento de seu extended play de estreia, Emergency: Quantum Leap, no mesmo dia, acompanhado do lead single "Flash", composto por Score, Megatone e Onestar (Monotree).
Em 5 de novembro de 2019, Ahn Joon-young, produtor de Produce X 101, foi preso e, mais tarde, ele admitiu ter manipulado o ranking do programa. Isso afetou a imagem do X1 e causou o cancelamento de várias aparições públicas, e, posteriormente a Mnet anunciou que não havia planos para o grupo promover. Em 6 de janeiro de 2020, a CJ ENM, a Swing Entertainment e as agências individuais dos membros realizaram uma reunião para discutir o futuro do grupo e, mais tarde naquele dia, eles anunciaram que as agências não poderiam chegar a um acordo e decidiram se separar.
Em abril de 2020, a Yuehua Entertainment, confirmou o retorno solo de Cho para meados de junho. Em 5 de maio, a conta oficial no Twitter de Cho Seung-youn anunciou que o nome oficial de seu fã-clube seria MOODZ. O nome tem três significados: primeiro, MOODZ é o inverso de WOODZ porque "M" se parece com "W" de cabeça para baixo; segundo, MOODZ representa aqueles que amam o "clima" romântico de WOODZ; terceiro, MOODZ representa aqueles que querem compartilhar esse humor e ser sua "musa".
Em 29 de junho de 2020, lançou seu primeiro extended play solo, intitulado Equal, sob o nome artístico Woodz, juntamente com o vídeo musical do lead single "Love Me Harder" (파랗게). Seu showcase foi realizado online na plataforma V LIVE no mesmo dia, com mais de 320 mil usuários assistindo ao showcase simultaneamente onde acumulou mais de 200 milhões de 'corações' na plataforma. Todas as sete faixas do EP foram co-escritas pelo próprio Cho. O EP vendeu 60 mil cópias em apenas dois dias de lançamento, além de estrear na quarta posição na parada oficial de álbuns da Coreia do Sul. Equal foi considerado o quarto melhor álbum de K-pop de 2020 pela Billboard.
Em agosto de 2020, apareceu no King of Mask Singer sob o nome "Three GO" competindo nos episódios 269 e 270, respectivamente, onde venceu a primeira rodada do programa. No entanto, foi derrotado por "Good Job!" (U Sung-eun), fazendo com que Cho revelasse sua identidade. Cho fez seu primeiro comeback oficial com o lançamento de seu segundo exteded play Woops! em 17 de novembro de 2020, com o lead single "Bump Bump". O EP estreou na segunda posição na Gaon Album Chart, superando o seu EP anterior. Além de vender mais de 91 mil cópias, por sua versão padrão, em seu primeiro mês de lançamento. "Bump Bump" foi classificada como a sexta melhor canção de K-pop de 2020 pela Billboard. Um dos críticos da revista ainda declarou: "Foi o ano errado para sermos jovens e apaixonados em 2020, mas pelo menos tínhamos WOODZ para nos fazer companhia."
Cho lançou o single álbum Set em 15 de março de 2021, acompanhado do lead single "Feel Like". Sobre o álbum Cho declarou: "Este álbum é mais parecido comigo. Quando comparado com os anteriores, pensei mais sobre o que poderia mostrar e tentei retratar mais do meu ser honesto. Meu maior pensamento era que eu só queria mostrar o meu trabalho. Acho que este álbum é o começo de fazer isso." Set estreou na quarta posição na Coreia do Sul, enquanto seu lead single ocupou a 22ª posição na parada oficial de singles da Coreia do Sul. "Feel Like" marcou não só a entrada de Cho como solista na Gaon Digital Chart, como também marcou sua estreia no top 30 da parada musical. Em julho lançou as canções "Sun or Suck", para a trilha sonora de Transferring Love,  e "There for You" para Monthly Magazine Home. Cho lançou o seu terceiro extended play, Only Lovers Left, em 5 de outubro de 2021, tendo como lead single "Waiting".

## Características artísticas
Como artista solo, Cho esteve envolvido em escrever todas as suas letras e produzir a maior parte de suas músicas. Nos primeiros estágios de sua carreira, o estilo musical de Cho gravitou em direção ao hip hop coreano, com seus lançamentos sob o nome artístico Luizy também incorporando pop e música eletrônica. No entanto, a mudança de seu nome artístico como solista para WOODZ em 2018 foi acompanhada por uma mudança em sua direção musical, descrita por Status Magazine como uma "[evolução] em uma identidade mais realizada". Ao contrário de sua abordagem "poppier" como Luizy, Cho caracteriza seu estilo de produção sob o nome WOODZ como "principalmente R&B", mas menciona que ele "não é exigente com o gênero". Os comentaristas também notaram a experimentação de WOODZ com gêneros, com sua música sendo descrita como possuidora de elementos de R&B alternativo, atmosférico, e dream pop, mantendo um "som climático de assinatura". Em outro contraste artístico ao início de sua carreira, que o apresentou principalmente como um rapper, seus lançamentos como WOODZ apresentam Cho principalmente como vocalista. Em retrospecto, Cho descreveu a diferença entre suas personas como uma "questão de maturidade", com a mudança para uma identidade mais "madura" como WOODZ, permitindo-lhe distanciar-se de sua identidade "comparativamente jovem" e imatura como Luizy.
As músicas de Cho apresentam uma variedade de conceitos e temas; "Recipe", lançada após a sua eliminação do Show Me the Money 5, expressa ambição e desafio em face do escrutínio público, enquanto "Baby Ride" foi caracterizada como uma música "legal e alegre" que ajuda os ouvintes a "escapar do calor do verão". Aspectos contrastantes de amor e relacionamentos eram frequentemente os temas de seus lançamentos subsequentes como WOODZ: "POOL" foi descrita pela "Status Magazine" como uma "alegre e exultante" canção de amor; enquanto seu single de acompanhamento "DIFERENT" explorou chegar a um acordo com uma incompatibilidade mútua, com "Maeil Business Newspaper" escrevendo que as letras da música são uma "expressão direta da palavra" diferente'".
Comparado ao seu trabalho anterior, o terceiro single de Cho como WOODZ, "meaningless", foi descrito como uma música "mais sombria" que aborda temas mais pessoais e "existenciais"; Os críticos também notaram que a música discutia a saúde mental, um assunto que é considerado tabu na Coreia do Sul. Em uma entrevista para a Status Magazine, Cho se refere à letra de "meaningless" como semelhante ao seu "diário", em parte tirada de notas de suicídio que ele escreveu quando sua batalha contra a depressão levou-o a considerar tirar a própria vida. Ele também descreveu usando a produção da música para comparar suas emoções ao clima, com "o som da chuva saindo na parte da ponte e [...] o som da chuva parando no final "simbolizando seu estado mental em seu nível mais baixo e a crença de que" as coisas estão melhorando ", respectivamente.

## Imagem
Cho é um artista popularmente conhecido como versátil por se destacar em canto, dança, rap e produção.
Ao longo transmissão do Produce X 101 (2019), Cho atraiu bastante a atenção do público sendo considerado um dos trainees mais talentosos da temporada. Em 20 de maio de 2019, a Good Data Corporation divulgou o ranking dos programas de televisão não dramáticos e membros do elenco que geraram o maior burburinho de 13 a 19 de maio. Os resultados foram reunidos com base em artigos on-line, posts de blogs, fóruns da comunidade, mídias sociais e visualizações em videoclipes de 180 programas de televisão não dramáticos. No ranking dos membros de elenco Cho Seung-youn ocupou a 9ª posição por sua performance de "Love Shot" no Produce X 101.
Cho participou de uma sessão de fotos para a Dazed Korea em fevereiro de 2020, e o entrevistador lhe disse que as pessoas nem sempre sabem como chamá-lo, já que o artista também é conhecido pelos nomes WOODZ e Luizy. Ele respondeu com uma risada: "Não se preocupe. Ambos são eu. Se WOODZ é um personagem que discretamente escreve músicas nas costas, Cho Seung-youn é a pessoa que gosta de cantar extravagantemente no palco. Eles são opostos ao ponto em que você se pergunta se é a mesma pessoa, mas ambos os lados estão em mim. Eu costumava me perguntar: 'Do que eu realmente gosto?' mas agora decidi aceitar e apreciar minha própria diversidade."
No vídeo musical de "Love Me Harder" (2020), Cho aborda os temas da dualidade, o conceito se concentra em uma representação bilateral: Terra, o lado mais suave e emocional dele, e Cósmico (como ele chama a representação mais escura), a borda mais sexy e carismática de sua personalidade. Os dois se combinam para criar um equilíbrio entre quem ele é e sua expressão musical.
Para seu single "Feel Like" (2021), Cho mostrou um conceito visual mais sensual. Sobre seu visual, ele comentou: "Eu não queria que minha moda fosse excessiva. Eu queria que fosse contido em certo sentido, mas ainda tivesse uma sensação luxuosa. Então se eu usasse um terno básico, eu conversava com meus estilistas e colocava um ponto nas joias ou nos acessórios. Em vez de ter tudo chamativo, tentei ter um bom equilíbrio entre elementos fortes e mais básicos.

## Vida pessoal
Em entrevista para a revista W Korea!, em junho de 2020, Cho compartilhou que seu nome em inglês é Evan. Ele explicou: "Quando cheguei ao Brasil, eu me chamava Evan, mas parecia um pouco claro. Naquela época, perguntei aos meus amigos brasileiros o nome local e me deparei com o nome Luizinho. Assim que ouvi o nome, gostei tanto que mudei de Evan para Luizinho." Ele também refletiu sobre quem ele é como pessoa e admitiu com sinceridade: "Não tenho certeza de que tipo de pessoa sou. Estava muito claro naquela época, mas agora não sei. Três anos atrás, eu tive um tempo muito difícil mentalmente e, desde então, meus valores mudaram muito. Foi na época em que apareci no Show Me the Money e tive muita pressão para me sair bem em tudo. Eu estava sempre sendo empurrado para a competição, então tive que prestar atenção em quem estava na minha frente e atrás de mim. Também foi logo depois que meu pai faleceu. Meu transtorno obsessivo-compulsivo levou ao desenvolvimento de uma personalidade de deixar as coisas fluírem. Percebi que as pessoas mudam naturalmente dependendo da situação e precisam ser contraditórias, então sinto que é por isso que ainda não me defini. No passado, havia muitas noites em que eu era mantido acordado por meus pensamentos.

## Discografia
A discografia de Cho Seung-youn (creditado como Woodz em sua cerreira solo) é composta por um single álbum, quatro extended plays, treze singles (incluindo dois como artista convidado), um single promocional e quatro colaborações.

### Singleálbum
| Título | Detalhes | Melhores posições nas paradas | Vendas                      |
| Título | Detalhes | KOR                           | Vendas                      |
| ------ | --- | ----------------------------- | --------------------------- |
| Set    | - Lançamento: 15 de março de 2021 (KOR) - Gravadora(s): Yuehua Entertainment - Formato(s): CD, download digital, streaming | 4                             | - KOR: 84,598 - CHN: 12,941 |

### Extended plays
| Título                                                                                   | Detalhes | Melhores posições nas paradas | Melhores posições nas paradas | Vendas                                    |
| Título                                                                                   | Detalhes | KOR                           | JPN                           | Vendas                                    |
| ---------------------------------------------------------------------------------------- | --- | ----------------------------- | ----------------------------- | ----------------------------------------- |
| Equal                                                                                    | - Lançamento: 29 de junho de 2020 (KOR) - Gravadora(s): Yuehua Entertainment - Formato(s): CD, download digital, streaming    | 4                             | 22                            | - KOR: 149,560 - CHN: 50,342 - JPN: 1,619 |
| Woops!                                                                                   | - Lançamento: 17 de novembro de 2020 (KOR) - Gravadora(s): Yuehua Entertainment - Formato(s): CD, download digital, streaming | 2                             | —                             | - KOR: 100,831 - CHN: 14,554              |
| Only Lovers Left                                                                         | - Lançamento: 5 de outubro de 2021 (KOR) - Gravadora(s): Yuehua Entertainment - Formato(s): CD, download digital, streaming   | 4                             | —                             | - KOR: 52,500                             |
| Colorful Trauma                                                                          | - Lançamento: 4 de maio de 2022 (KOR) - Gravadora(s): Yuehua Entertainment - Formato(s): CD, download digital, streaming      | A ser anunciado               | A ser anunciado               | - CHN: 2,383                              |
| "—" indica lançamentos que não figuraram nas paradas ou não foram lançados nessa região. | |                               |                               |                                           |

### Canções
| Título                                                                                   | Ano                    | Melhores posições nas paradas | Melhores posições nas paradas | Álbum                               |
| Título                                                                                   | Ano                    | KOR                           | KOR                           | Álbum                               |
| Título                                                                                   | Ano                    | Gaon                          | Hot 100                       | Álbum                               |
| Como artista principal                                                                   | Como artista principal | Como artista principal        | Como artista principal        | Como artista principal              |
| ---------------------------------------------------------------------------------------- | ---------------------- | ----------------------------- | ----------------------------- | ----------------------------------- |
| "Recipe" (com Flowsik)                                                                   | 2016                   | —                             | —                             | Lançamentos sem álbum               |
| "Baby Ride" (featuring Im Hyun-sik)                                                      | 2016                   | —                             | —                             | Lançamentos sem álbum               |
| "Pool" (featuring Sumin)                                                                 | 2018                   | —                             | —                             | Lançamentos sem álbum               |
| "Different"                                                                              | 2018                   | —                             | —                             | Lançamentos sem álbum               |
| "Drive" (com EDEN e Babylon)                                                             | 2018                   | —                             | —                             | EDEN_STARDUST.04                    |
| "Meaningless"                                                                            | 2018                   | —                             | —                             | Lançamento sem álbum                |
| "Love Me Harder" (파랗게)                                                                | 2020                   | —                             | —                             | Equal                               |
| "Bump Bump"                                                                              | 2020                   | 127                           | —                             | Woops!                              |
| "Feel Like"                                                                              | 2021                   | 22                            | —                             | Set                                 |
| "Waiting"                                                                                | 2021                   | 35                            | —                             | Only Lovers Left                    |
| "I Hate You" (난 너 없이)                                                                | 2022                   | TBA                           | TBA                           | Colorful Trauma                     |
| Como artista convidado                                                                   |                        |                               |                               |                                     |
| "Bad" (Kriz featuring WOODZ)                                                             | 2018                   | —                             | —                             | Lançamentos sem álbum               |
| "Bless You" (Primary featuring Sam Kim, WOODZ, ph-1)                                     | 2020                   | —                             | —                             | Lançamentos sem álbum               |
| Singles promocionais                                                                     |                        |                               |                               |                                     |
| "Eating Alone" (혼밥) (com Im Hyun-sik)                                                  | 2017                   | —                             | —                             | Sing For You - Seventh Story Change |
| Colaborações                                                                             |                        |                               |                               |                                     |
| "Dream" (꿈) (Lee Gi-kwang featuring Luizy)                                              | 2017                   | —                             | —                             | ONE                                 |
| "Dance" (춤) (EDEN featuring WOODZ)                                                      | 2018                   | —                             | —                             | RYU: 川                             |
| "Wave" (파도) (Killagramz featuring WOODZ)                                               | 2018                   | —                             | —                             | HUE. 休                             |
| "Pick Up The Phone" (전화받아) (Park Ji-min featuring Kino, WOODZ, NATHAN)               | 2018                   | —                             | —                             | jiminxjamie                         |
| Aparições em trilhas sonoras                                                             |                        |                               |                               |                                     |
| "Sun or Suck"                                                                            | 2021                   | —                             | —                             | Transferring Love                   |
| "There for You"                                                                          | 2021                   | —                             | —                             | Monthly Magazine Home Pt. 5         |
| Outras aparições                                                                         |                        |                               |                               |                                     |
| "X1-MA" (_지마) (com Vários Artistas)                                                    | 2019                   | —                             | —                             | Lançamentos sem álbum               |
| "X1-MA" (_지마) (Piano Ver.) (com Vários Artistas)                                       | 2019                   | —                             | —                             | Lançamentos sem álbum               |
| "Move" (움직여) (como parte do SIXC (6 Crazy))                                           | 2019                   | 54                            | 54                            | PRODUCE X 101 - 31 Boys 5 Concepts  |
| "To My World" (com Vários Artistas)                                                      | 2019                   | 94                            | —                             | PRODUCE X 101 - FINAL               |
| "Dream For You" (꿈을 꾼다) (com Vários Artistas)                                        | 2019                   | 105                           | —                             | PRODUCE X 101 - FINAL               |
| "—" indica lançamentos que não figuraram nas paradas ou não foram lançados nessa região. |                        |                               |                               |                                     |

## Filmografia
| Título                       | Ano  | Papel                     | Notas | Ref.    |
| ---------------------------- | ---- | ------------------------- | ----- | ------- |
| MBA Partners                 | 2016 | Mensageiro de MeiMei Wang | Cameo | [ 187 ] |
| A Chinese Odyssey Part Three | 2016 | Zhu Bajie                 | Cameo | [ 188 ] |

| Título                     | Ano  | Papel     | Rede    | Notas                           | Ref.    |
| -------------------------- | ---- | --------- | ------- | ------------------------------- | ------- |
| Show Me the Money 5        | 2016 | Ele mesmo | Mnet    | Competidor (Ep. 1–4)            | [ 48 ]  |
| Unpretty Rapstar 3         | 2016 | Ele mesmo | Mnet    | Convidado (Ep. 5)               |         |
| Lipstick Prince            | 2016 | Ele mesmo | OnStyle | Convidado (Tem. 1; Ep. 5)       |         |
| Hyoyeon's 10 Million Likes | 2017 | Ele mesmo | OnStyle | Convidado (Ep. 4–5, 8)          |         |
| Produce X 101              | 2019 | Ele mesmo | Mnet    | Competidor (5º lugar; Ep. 1–12) | [ 93 ]  |
| King of Mask Singer        | 2020 | Three GO  | MBC     | Competidor (Ep. 269–270)        | [ 128 ] |
| Let's Play Soccer          | 2020 | Ele mesmo | JTBC    | Episódio especial de verão      | [ 189 ] |
| EXchange                   | 2021 | Ele mesmo | tvN     | Convidado e painelista          | [ 190 ] |
| Time Out                   | 2021 | Ele mesmo | STATV   | MC                              | [ 191 ] |
| Mama The Idol              | 2021 | Ele mesmo | tvN     | Equipe de convocação de retorno | [ 192 ] |

| Canção          | Ano  | Artista(s) | Ref.    |
| --------------- | ---- | ---------- | ------- |
| "Hopeless Love" | 2015 | Jimin Park | [ 193 ] |

## Prêmios e indicações
| Ano  | Prêmio                  | Categoria                         | Trabalho nomeado | Resultado | Ref.            |
| ---- | ----------------------- | --------------------------------- | ---------------- | --------- | --------------- |
| 2021 | 35th Golden Disc Awards | Disc Bonsang                      | Equal            | Indicado  | [ 194 ]         |
| 2021 | First Brand Awards      | Male Solo Singer                  | Ele mesmo        | Indicado  | [ 195 ]         |
| 2021 | EuroKpop Awards         | Artist to Watch in 2021           | Ele mesmo        | Venceu    | [ 196 ] [ 197 ] |
| 2021 | Asia Artist Awards      | Male Solo Singer Popularity Award | Ele mesmo        | Indicado  | [ 198 ]         |
| 2021 | Asia Artist Awards      | Best Icon Award                   | Ele mesmo        | Venceu    | [ 199 ]         |